# Referendum in Litauen 2003
Das Referendum in Litauen 2003 zur Frage des Beitritts Litauens zur Europäischen Union fand vom 10. bis 11. Mai 2003 statt.

## Fragestellung
Die im Referendum gestellte Frage war die folgende:

„Pritariu Lietuvos Respublikos narystei Europos Sąjungoje“

„Ich stimme dafür, dass Litauen Mitglied der Europäischen Union wird.“

## Ergebnis
Mit einer großen Mehrheit von 91,07 Prozent der Stimmen sprachen sich die Wähler für den Beitritt zur Europäischen Union aus. Nur 8,93 Prozent waren gegen einen Beitritt. Die Wahlbeteiligung war mit 63,37 Prozent vergleichsweise hoch. Die nötige Mindestwahlbeteiligung von 50 Prozent wurde erreicht und das Referendum war somit gültig.
| Auswahl             | Stimmen   | Stimmen |
| Auswahl             | Anzahl    | %       |
| ------------------- | --------- | ------- |
| Ja                  | 1.504.264 | 91,07   |
| Nein                | 147.527   | 8,93    |
|                     |           |         |
| Gesamt              | 1.651.791 | 100,00  |
|                     |           |         |
| Gültige Stimmen     | 1.651.791 | 98,77   |
| Ungültige Stimmen   | 20.526    | 1,23    |
| Wahlbeteiligung     | 1.672.317 | 63,37   |
| Registrierte Wähler | 2.638.886 | 100,00  |
|                     |           |         |
| Quelle:             |           |         |